# Mirko Sandić
Mirko Sandić   (Belgrad, 9 de maig de 1942 - Belgrad, 24 de desembre de 2006) fou un waterpolista serbi, que va competir sota bandera iugoslava entre les dècades de 1950 i 1970.
Durant la seva carrera esportiva va prendre part en quatre edicions dels Jocs Olímpics d'Estiu. El 1960 fou quart als Jocs de Roma. El 1964, a Tòquio, guanyà la medalla de plata, mentre el 1968, a Ciutat de Mèxic, guanyà la medalla d'or. El 1972, a Munic, finalitzà la competició de waterpolo en cinquena posició. En aquests darrers Jocs fou l'encarregat de portar la bandera nacional durant la cerimònia inaugural.
En el seu palmarès també destaquen dues medalles de bronze al Campionat d'Europa de waterpolo, el 1966, i 1970, tres medalles als Jocs del Mediterrani, de plata el 1961 i d'or el 1967 i 1971; i una medalla d'or a les Universíades de 1961. Amb la selecció iugoslava jugà un total de 235 partits entre 1958 i 1974, en què marcà 250 gols.
A nivell de clubs jugà tota la seva carrera esportiva al VK Partizan, amb qui guanyà onze lligues de Iugoslàvia, set copes de Iugoslàvia i cinc Copes d'Europa de Waterpolo, el 1964, 1966, 1967, 1971 i 1975. Una vegada retirat va exercir d'entrenador de les seleccions nacionals de Singapur (1975-1980), Egipte (1976) i Malàisia (1983-1987), així com d'equips d'Austràlia i Iugoslàvia.
Entre el 1996 i el 2003 fou president de la Federació sèrbia de waterpolo. El 1999 va ser inclòs a l'International Swimming Hall of Fame.